# 🇮🇴
🇮🇴 is een Unicode vlagsequentie emoji die gebruikt wordt als regionale indicator voor het Brits Indische Oceaanterritorium. De meest gebruikelijke weergave is die van de vlag van het Brits Indische Oceaanterritorium, maar op sommige platforms (waaronder Microsoft Windows) ziet men de letters IO.
De vlagsequentie is opgebouwd uit de combinatie van de Regional Indicator Symbols 🇮 (U+1F1EE) en 🇴 (U+1F1F4), tezamen de ISO 3166-1 alpha-2 code IO voor Brits Indische Oceaanterritorium vormend.
Deze emoji is in 2010 geïntroduceerd met de Unicode 6.0-standaard.

## Gebruik

De landsvlag van het Brits Indische Oceaanterritorium

Deze emoji wordt gebruikt als regionale aanduiding van het Brits Indische Oceaanterritorium. De aanduiding voor Diego Garcia is in de meeste implementaties identiek, 🇩🇬.

## Codering

De Twemoji-implementatie

### Unicode
In Unicode vindt men de 🇮🇴 met de codesequentie U+1F1EE U+1F1F4 (hex).

### Shortcode
Er zijn shortcodes  voor 🇮🇴; in Github kan deze opgeroepen worden met :british_indian_ocean_territory:, in Slack kan het karakter worden opgeroepen met de code :flag-io:.